# 恋のためらい/フランキーとジョニー
『恋のためらい/フランキーとジョニー』（Frankie and Johnny）は、1991年に公開されたアメリカ映画。互いに傷をもつ者同士による疲れた大人のラブ・ロマンス。日本での邦題は『恋のためらい フランキー&ジョニー』というものも存在する。
原作は、1987年にオフ・ブロードウェイで初演されたキャシー・ベイツ、F・マーリー・エイブラハム共演の二人芝居『月の光の中のフランキーとジョニー』 Frankie and Johnny in the Clair de Lune （2002年にブロードウェイ初演、主演はイーディ・ファルコとスタンリー・トゥッチ）を、原作者であるテレンス・マクナリー自らが映画用に大幅にキャストを足して脚色した。なお、日本でも映画の公開後に舞台上演されるようになったが、この映画の邦題は使用せず、原題の直訳で行っている。
同タイトル異作の映画で、エルヴィス・プレスリー主演「フランキーandジョニー」（1966年）があり、劇中でもそのことに触れられ、その映画からの「フランキー&ジョニー」という挿入歌が何度か流れる。但し、当作で使われているのはプレスリーでなく、ロカビリー&カントリー歌手ジェームズ・インヴェルドの歌うカバー曲である（歌のクレジットはない）。また、タイトルからは削除された原作戯曲のタイトルにあるクロード・ドビュッシー作曲「月の光」Clair de luneもクライマックスで戯曲同様に使われる。また、スコアはマーヴィン・ハムリッシュが作曲したが、冒頭からバッハなどの旋律を織り交ぜている。
ちなみに、ファイファーとパチーノの共演は『スカーフェイス』に続いて2度目だが、ファイファーにはやつれて疲れた中年女性という原戯曲の設定からは外れたものとなった。

## あらすじ
ジョニーは、刑務所から出てきたばかりだったが、ニューヨークのダイナー「アポロ・カフェ」に、店主の厚意からコックとして雇ってもらうことができた。ジョニーは、ウェイトレスのひとりであるフランキーに惹かれ、ことあるごとに口説くがフランキーは、にべもない。だが、同僚の葬式でのジョニーの涙をみたことから、フランキーの方もジョニーに興味を持ち始める。そして従業員の送別パーティーの夜、ふたりは一夜を共にするが、ジョニーの唐突なプロポーズにフランキーは怒り、家に閉じこもってしまう。数日して、やっと店に出てきたフランキーにジョニーは、自分の過去と今の境遇や心境、そしてこれからの希望を話して聞かせる。フランキーもジョニーの熱意と、その優しさにようやく心を開き、その頑なさの原因である過去のパートナーから受けた体と心の傷のことを話すのだった。それでもまだジョニーを受け入れることをためらっていたフランキーだったが、ラジオからジョニーがフランキーのために必死の思いでリクエストした、フランキーの大好きな曲が流れだす。フランキーは、ジョニーの心からの労わりに癒やされて、やっと新たな恋に踏み出していく。

## キャスト
※括弧内は日本語吹替
- ジョニー - アル・パチーノ（簗正昭）
- フランキー - ミシェル・ファイファー（一城みゆ希）
- ニック - ヘクター・エリゾンド（仁内建之）
- ティム - ネイサン・レイン（辻親八）
- コーラ - ケイト・ネリガン（さとうあい）
- ネッダ - ジェーン・モリス（山田礼子）
- ボビー - ショーン・オブライアン（鈴木勝美）
- ピーター - グレン・プラマー（水野龍司）
- ルーサー - アル・ファン（小関一）
- ジョージ - フェルナンド・ロペス（渋谷茂）
- アルテミス - エル・キーツ（安永沙都子）
- ヘレン - ゴールディ・マクラフリン（瀬畑奈津子）
- デレオン - フィル・リーズ（筈見純）
- ローゼン - ハーヴェイ・ミラー（伊井篤史）
- レス - ティム・ホッパー（塚田正昭）
- フランキーの母 - K・キャラン（島美弥子）
- 牧師（藤城裕士）
- トニー（西宏子）
- ウィリアム（森利也）
- 娼婦(1)（種田文子）
- 娼婦(2)（金野恵子）

日本語版制作スタッフ
演出：福永莞爾、翻訳：岩本令、制作：東北新社

## スタッフ
- 監督：ゲイリー・マーシャル